# ジャクソン郡 (アーカンソー州)
ジャクソン郡（英: Jackson County）は、アメリカ合衆国アーカンソー州の北部に位置する郡である。2010年国勢調査での人口は17,997人であり、2000年の18,418人から2.3%減少した。郡庁所在地はニューポート市（人口7,879人）であり、同郡で人口最大の都市でもある。ジャクソン郡は1829年11月5日にアーカンソー州23番目の郡として設立され、郡名は第7代アメリカ合衆国大統領を務めたアンドリュー・ジャクソンに因んで名付けられた。アーカンソー州が州昇格を認められた1836年、ジャクソンはその大統領2期目が終わろうとしていた。

## 地理
アメリカ合衆国国勢調査局に拠れば、郡域全面積は641.45平方マイル (1,661.3 km2)であり、このうち陸地633.52平方マイル (1,640.8 km2)、水域は7.92平方マイル (20.5 km2)で水域率は1.23%である。

### 主要高規格道路
| - アメリカ国道67号線 - アメリカ国道167号線 - アーカンソー州道14号線 - アーカンソー州道17号線 - アーカンソー州道18号線 - アーカンソー州道18号線支線 | - アーカンソー州道33号線 - アーカンソー州道37号線 - アーカンソー州道42号線 - アーカンソー州道69号線 - アーカンソー州道69号線支線 - アーカンソー州道87号線 | - アーカンソー州道145号線 - アーカンソー州道157号線 - アーカンソー州道224号線 - アーカンソー州道226号線 - アーカンソー州道367号線 - アーカンソー州道384号線 - アーカンソー州道980号線 |

### 隣接する郡
- ローレンス郡 - 北
- クレイグヘッド郡 - 北東
- ポインセット郡 - 東
- クロス郡 - 南東
- ウッドラフ郡 - 南
- ホワイト郡 - 南西
- インディペンデンス郡 - 西

### 国立保護地域
- キャッシュ川国立野生生物保護区（部分）

## 人口動態

人口ピラミッド

以下は2000年の国勢調査による人口統計データである。
| 基礎データ - 人口: 18,418人 - 世帯数: 6,971 世帯 - 家族数: 4,830 家族 - 人口密度: 11人/km2（29人/mi2） - 住居数: 7,956軒 - 住居密度: 5軒/km2（13軒/mi2） 人種別人口構成 - 白人: 80.57% - アフリカン・アメリカン: 17.56% - ネイティブ・アメリカン: 0.33% - アジア人: 0.18% - 太平洋諸島系: 0.01% - その他の人種: 0.40% - 混血: 0.95% - ヒスパニック・ラテン系: 1.27% 年齢別人口構成 - 18歳未満: 22.2% - 18-24歳: 11.5% - 25-44歳: 26.0% - 45-64歳: 23.8% - 65歳以上: 16.5% - 年齢の中央値: 38歳 - 性比（女性100人あたり男性の人口） - 総人口: 91.2 - 18歳以上:87.8 | 世帯と家族（対世帯数） - 18歳未満の子供がいる: 27.7% - 結婚・同居している夫婦: 52.2% - 未婚・離婚・死別女性が世帯主: 13.1% - 非家族世帯: 30.7% - 単身世帯: 27.9% - 65歳以上の老人1人暮らし: 14.4% - 平均構成人数 - 世帯: 2.40人 - 家族: 2.92人 収入と家計 - 収入の中央値 - 世帯: 25,081米ドル - 家族: 32,661米ドル - 性別 - 男性: 26,744米ドル - 女性: 17,830米ドル - 人口1人あたり収入: 14,564米ドル - 貧困線以下 - 対人口: 17.4% - 対家族数: 13.2% - 18歳未満: 25.0% - 65歳以上: 16.7% |

## 政府の機関
アーカンソー州矯正省のグリムズ刑務所とマクファーソン刑務所が、ニューポート市中心部の東4マイル (6 km)、アーカンソー州道384号線近くにある。この刑務所には州内の死刑執行待ち女囚を収容している。

## 都市と町
| - アマゴン - ビーデビル - キャンベルステーション | - ディアズ - グラブス - ジャクソンポート | - ニューポート - 郡庁所在地 - ポッサムグレイプ - スウィフトン | - タッカーマン - トゥペロ - ウェルドン |

## 郡区
アーカンソー州の郡はさらに郡区に小区分されている。各郡区には未編入領域と、編入済み自治体がある。現代の郡区にはその維持目的が限られたものになっている。アメリカ合衆国国勢調査局は郡区を元に人口を集計している。また系図調査など歴史的な目的には価値がある。1つ以上の郡区に入っている町や都市は統計調査に基づいて扱われる。ジャクソン郡の郡区は下記リストの14区であり、その中に含まれる町や都市を括弧書きしている。
- バーレン
- ベイトマン
- バード（タッカーマンの大半）
- ブレッキンリッジ（トゥペロ、ウェルドン）
- ブライアン
- キャシュ
- カウレイク（ビーデビル）
- グレイズ
- グラス（スウィフトン）
- グラブス（グラブス）
- ジェファーソン（キャンベルステーション、ジャクソンポート、ディアズの部分、タッカーマンの小部分）
- リッチウッズ（アマゴン）
- ユニオン（ニューポートの大半、ディアズの大半）
- ビレッジ（ニューポートの部分）